# 1999
Il 1999 (MCMXCIX in numeri romani) è un anno  del XX secolo.

## Eventi

### Gennaio
- 1º gennaio – nasce ufficialmente l'Euro, la nuova moneta europea. Il 1º gennaio 2002 sostituirà le valute degli undici paesi che vi hanno aderito.
- 4 gennaio – un gruppo di fuoco spara sui musulmani sciiti in preghiera in una moschea di Islamabad, uccidendo 16 persone e ferendone 25.
- 15 gennaio – in Kosovo 45 civili kosovaro-albanesi vengono uccisi dalle forze jugoslave. L'episodio si chiamerà massacro di Račak.
- 16 gennaio – il leader del Partito dei Lavoratori del Kurdistan (PKK), Abdullah Öcalan, rifugiato in Italia, lascia il paese dirigendosi verso il Kenya.
- 25 gennaio – un terremoto di magnitudo 6,2 della scala Richter colpisce la città colombiana di Armenia, nella parte centrale della Colombia, provocando la morte di circa duemila persone e il ferimento di 4 500.

### Febbraio
- 2 febbraio – Hugo Rafael Chávez Frías diventa presidente del Venezuela.
- 8 febbraio – Abdallah II è il nuovo re della Giordania dopo la morte del padre Hussein di Giordania.

### Marzo
- 12 marzo – Polonia, Ungheria e Repubblica Ceca diventano membri della NATO.
- 15 marzo – la Commissione europea presieduta da Jacques Santer si dimette dopo le accuse di corruzione.
- 17 marzo - Hong Kong: Caso Hello Kitty.
- 21 marzo – Los Angeles: il film La vita è bella di e con Roberto Benigni è pluripremiato alla 71ª edizione degli Academy Awards con tre Oscar: miglior film straniero, migliore colonna sonora e miglior attore protagonista. Benigni è il primo attore non anglosassone ad essere premiato con la statuetta del migliore attore protagonista e il secondo di sempre, dopo Laurence Olivier, ad essere premiato in un film diretto da se stesso. Miglior film è Shakespeare in Love di John Madden, miglior regista Steven Spielberg con Salvate il soldato Ryan.
- 24 marzo
  - Jugoslavia: inizio dei bombardamenti da parte delle forze NATO (operazione Allied Force) contro la Jugoslavia per porre fine alla repressione della maggioranza albanese in Kosovo voluta dal presidente nazionalista serbo Slobodan Milošević.
  - Italia/Francia: Incendio del traforo del Monte Bianco - Un autista belga entra nel Traforo del Monte Bianco dall'ingresso francese a bordo del suo TIR. Trasporta farina e margarina. Improvvisamente il carico prende fuoco e, dopo aver percorso 6,8 km dentro il traforo, l'autista scende dal mezzo e si dà alla fuga. L'incendio supera la temperatura di 1000 °C, uccidendo tutti quelli che sono rimasti dentro. Muoiono 40 persone (dei quali 39 sono automobilisti) e i danni sono stimati per 300 milioni di euro (circa 600 miliardi in lire italiane). Il tunnel rimarrà chiuso per ristrutturazioni sino al 9 marzo 2002 (quasi 3 anni).
- 26 marzo – viene diffuso il virus informatico Melissa.

### Aprile
- - 15 aprile – Algeria: Abdelaziz Bouteflika assume la carica di presidente della Repubblica in elezioni contestate dagli altri candidati.
- 19 aprile – Berlino: si inaugura il rifacimento del Reichstag, la nuova sede del Parlamento tedesco, realizzato dall'architetto inglese Norman Foster.
- 20 aprile – Massacro della Columbine High School, in una sparatoria in una scuola superiore muoiono 15 persone e 24 restano ferite.
- 26 aprile – il virus informatico CIH (o virus Chernobyl) entra in azione mettendo fuori uso milioni di computer.

### Maggio
- 1º maggio – Unione europea: entrata in vigore del Trattato di Amsterdam
- 3 maggio – Stati Uniti: una serie distruttiva di oltre 70 tornado devasta gli stati dell'Oklahoma e del Kansas provocando più di 50 morti
- 3 maggio  - Inizia un conflitto armato tra India e Pakistan nel distretto indiano di Kargil per lo sconfinamento di truppe pakistane. Le ostilità avranno termine il 26 luglio.
- 7 maggio – Guinea-Bissau: il presidente João Bernardo "Nino" Vieira viene destituito a seguito di un colpo di Stato.
- 9 maggio – il velista italiano Giovanni Soldini vince l'Around Alone, la regata in solitario intorno al mondo, salvando durante il percorso la navigatrice Isabelle Autissier la cui barca era naufragata.
- 9 maggio - Jet militari USA colpiscono per sbaglio la sede dell'ambasciata cinese a Belgrado provocando tre morti.
- 13 maggio – il ministro del tesoro Carlo Azeglio Ciampi, già Governatore della Banca d'Italia, viene eletto presidente della Repubblica Italiana al 1º scrutinio.
- 17 maggio – Israele: Ehud Barak viene eletto primo ministro.
- 19 maggio – la Lazio vince l'ultima edizione della Coppa delle Coppe battendo 2 a 1 il Real Mallorca
- 20 maggio – Roma: le Nuove Brigate Rosse uccidono il consulente del ministero del lavoro Massimo D'Antona.
- 24 maggio – Salerno: nella Galleria Santa Lucia il treno proveniente da Piacenza, con a bordo 1.500 tifosi della Salernitana, prende fuoco, provocando 4 morti.
- 26 maggio – finale di Champions League 1999: vince il Manchester United sul Bayern Monaco 2 a 1 in rimonta nel recupero finale, presso il Camp Nou di Barcellona.
- 29 maggio – la Svezia vince l'Eurovision Song Contest, ospitato a Gerusalemme, Israele.

### Giugno
- 1º giugno – viene emessa la prima versione del servizio di file sharing Napster.
- 6 giugno – con la vittoria al Roland Garros, Andre Agassi diventa il primo tennista a vincere tutti e quattro i tornei del Grande Slam su tre superfici diverse (erba, terra battuta e cemento)
- 10 giugno – termina il bombardamento della Serbia, dopo che lo Stato Maggiore serbo firma con la NATO l'accordo di Kumanovo sul ritiro dal Kosovo.
- 14 giugno – Sudafrica: Thabo Mbeki viene eletto presidente.
- 23 giugno – Robben Island: una nave cargo carica di petrolio affonda vicino all'isola sudafricana (famosa per essere stata il luogo dove sorse il carcere che fu tra l'altro la dimora di Nelson Mandela come prigioniero politico ai tempi dell'apartheid) causando la scomparsa di oltre 23.000 pinguini.
- 25 giugno – Roma: riapre al pubblico la Domus Aurea, la villa di Nerone, dopo un lungo restauro.

### Luglio
- 1º luglio – entra in funzione l'Europol, agenzia di intelligence dell'UE.
- 3 luglio – alla finale di Parigi dei Campionati Europei di Basket, l'Italia vince il suo secondo titolo europeo battendo in finale la Spagna per 56 – 64.
- 5 luglio – Pete Sampras conquista il Torneo di Wimbledon di tennis.
- 16 luglio - Martha's Vineyard - Muoiono in un incidente aereo John Fitzgerald Kennedy Jr. e sua moglie Carolyn.
- 22 luglio – nasce il programma di messaggistica istantanea, MSN Messenger Service, divenuto popolare negli anni successivi con il nome di MSN Messenger, e oggi famoso con il nuovo nome di Windows Live Messenger.
- 23 luglio – Mohammed VI diventa re del Marocco dopo la morte del padre, re Hassan II.
- 25 luglio – Lance Armstrong vince il suo primo Tour de France. Vincerà sette Tour consecutivi stabilendo il record di vittorie della manifestazione, vittorie che verranno poi cancellate a seguito delle vicende di doping e l'ammissione del corridore statunitense di essere ricorso a tale pratica.
- 31 luglio – la navicella spaziale statunitense Lunar Prospector si schianta sulla superficie della Luna.

### Agosto
- 7 agosto – centinaia di guerriglieri ceceni invadono la repubblica del Dagestan.
- 9 agosto – Russia: il presidente russo Boris El'cin licenzia il primo ministro Sergej Stepašin.
- 11 agosto – ultima eclissi di sole del XX secolo, visibile da Europa ed Asia.
- 17 agosto – disastroso terremoto in Turchia, che causa oltre 17.000 morti e 44.000 feriti.
- 26 agosto – inizia la seconda guerra cecena.
- 30 agosto – Timor Est: a seguito di un referendum voluto dall'ONU, la popolazione sceglie a larga maggioranza (78,5% dei voti) l'indipendenza del territorio dall'Indonesia.

### Settembre
- 5 settembre - Timor Est: Milizie filoindonesiane massacrano migliaia di persone a seguito della richiesta d'indipendenza.
- 7 settembre – un terremoto di magnitudo 5,9 colpisce Atene, uccidendo 143 persone e ferendone oltre 2.000.
- 14 settembre – Kiribati, Nauru e Tonga entrano nell'ONU.
- 4-16 settembre - Russia: una serie di attentati dinamitardi a Mosca e a Volgodonsk, rivendicati dal gruppo terrorista "Esercito per la Liberazione del Daghestan", provoca 293 vittime.
- 17 settembre – l'economista italiano Romano Prodi viene eletto presidente della Commissione Europea. Rimarrà in carica cinque anni.
- 21 settembre – Taiwan: il terremoto di Jiji provoca quasi 2500 vittime

### Ottobre
- 2 ottobre – Austria: alle elezioni politiche il leader del partito di estrema destra FPÖ Jörg Haider ottiene oltre il 30% dei voti.
- 6 ottobre – Spacewatch scopre Calliroe (satellite di Giove).
- 12 ottobre – Pakistan: golpe del capo di stato maggiore dell'esercito pakistano generale Pervez Musharraf, che costringe alle dimissioni il primo ministro Nawaz Sharif assumendo la direzione del governo.
- 14 ottobre – Valentino Rossi vince il campionato mondiale classe 250 di motociclismo.
- 24 ottobre – Fernando de la Rúa, esponente del centro-sinistra, viene eletto presidente della Repubblica Argentina.
- 31 ottobre
  - Il finlandese Mika Häkkinen vince il Campionato mondiale di Formula Uno piloti con la McLaren Mercedes
  - Il Volo EgyptAir 990, in viaggio da New York al Cairo, si schianta al largo della costa di Nantucket (Massachusetts), uccidendo i 217 passeggeri a bordo.

### Novembre
- 5 novembre – degli studi spettroscopici rivelano la presenza di un pianeta orbitante intorno a HD 209458. Questo porta alla scoperta di HD 209458 b.
- 6 novembre – Australia: viene respinta, con un referendum, la riforma costituzionale che avrebbe abolito la monarchia.
- 11 novembre – Foggia: tragedia nella notte per il crollo di un palazzo in viale Giotto. Sotto le macerie vengono estratti 67 morti.
- 12 novembre – Turchia nordoccidentale: un terremoto di magnitudo 7.2 causa 845 morti e 4.948 feriti.
  - Kosovo: Un aereo Atr del Pam con aiuti e personale umanitario italiano si schianta provocando 29 vittime.
- 13 novembre – Las Vegas: Lennox Lewis batte Evander Holyfield e vince i titoli WBA WBC IBF dei pesi massimi.
- 14 novembre – Regno Unito: Il centro ricerche Cantab annuncia l'inizio delle sperimentazioni di un vaccino contro il fumo.
- 30 novembre – Seattle, USA: imponenti manifestazioni contro l'Organizzazione Mondiale del Commercio. Nasce il movimento no-global, chiamato anche "popolo di Seattle".

### Dicembre
- 17 dicembre – l'assemblea Generale delle Nazioni Unite, con la risoluzione 54/134, designa il 25 novembre come annuale Giornata internazionale contro la violenza contro le donne.
- 20 dicembre – Macao viene restituito alla Cina.
- 24 dicembre – Papa Giovanni Paolo II apre la Porta Santa: inizia il Giubileo 2000.
- 31 dicembre – Russia: il Presidente Boris El'cin si dimette dalla carica, lasciando il posto al successore Vladimir Putin.

## Nati
Ci sono circa 4 330 voci su persone nate nel 1999; vedi la pagina Nati nel 1999 per un elenco descrittivo o la categoria Nati nel 1999 per un indice alfabetico.

## Morti
Ci sono circa 1 530 voci su persone morte nel 1999; vedi la pagina Morti nel 1999 per un elenco descrittivo o la categoria Morti nel 1999 per un indice alfabetico.

## Calendario
| Calendario 1999 | Calendario 1999 | Calendario 1999 | Calendario 1999 | Calendario 1999 | Calendario 1999 | Calendario 1999 | Calendario 1999 | Calendario 1999 | Calendario 1999 | Calendario 1999 | Calendario 1999 | Calendario 1999 | Calendario 1999 | Calendario 1999 | Calendario 1999 | Calendario 1999 | Calendario 1999 | Calendario 1999 | Calendario 1999 | Calendario 1999 | Calendario 1999 | Calendario 1999 | Calendario 1999 | Calendario 1999 | Calendario 1999 | Calendario 1999 | Calendario 1999 | Calendario 1999 | Calendario 1999 | Calendario 1999 | Calendario 1999 | Calendario 1999 |
| --------------- | --------------- | --------------- | --------------- | --------------- | --------------- | --------------- | --------------- | --------------- | --------------- | --------------- | --------------- | --------------- | --------------- | --------------- | --------------- | --------------- | --------------- | --------------- | --------------- | --------------- | --------------- | --------------- | --------------- | --------------- | --------------- | --------------- | --------------- | --------------- | --------------- | --------------- | --------------- | --------------- |
|                 | 1               | 2               | 3               | 4               | 5               | 6               | 7               | 8               | 9               | 10              | 11              | 12              | 13              | 14              | 15              | 16              | 17              | 18              | 19              | 20              | 21              | 22              | 23              | 24              | 25              | 26              | 27              | 28              | 29              | 30              | 31              |                 |
| Gennaio         | Ve              | Sa              | Do              | Lu              | Ma              | Me              | Gi              | Ve              | Sa              | Do              | Lu              | Ma              | Me              | Gi              | Ve              | Sa              | Do              | Lu              | Ma              | Me              | Gi              | Ve              | Sa              | Do              | Lu              | Ma              | Me              | Gi              | Ve              | Sa              | Do              |                 |
| Febbraio        | Lu              | Ma              | Me              | Gi              | Ve              | Sa              | Do              | Lu              | Ma              | Me              | Gi              | Ve              | Sa              | Do              | Lu              | Ma              | Me              | Gi              | Ve              | Sa              | Do              | Lu              | Ma              | Me              | Gi              | Ve              | Sa              | Do              |                 |                 |                 |                 |
| Marzo           | Lu              | Ma              | Me              | Gi              | Ve              | Sa              | Do              | Lu              | Ma              | Me              | Gi              | Ve              | Sa              | Do              | Lu              | Ma              | Me              | Gi              | Ve              | Sa              | Do              | Lu              | Ma              | Me              | Gi              | Ve              | Sa              | Do              | Lu              | Ma              | Me              |                 |
| Aprile          | Gi              | Ve              | Sa              | Do              | Lu              | Ma              | Me              | Gi              | Ve              | Sa              | Do              | Lu              | Ma              | Me              | Gi              | Ve              | Sa              | Do              | Lu              | Ma              | Me              | Gi              | Ve              | Sa              | Do              | Lu              | Ma              | Me              | Gi              | Ve              |                 |                 |
| Maggio          | Sa              | Do              | Lu              | Ma              | Me              | Gi              | Ve              | Sa              | Do              | Lu              | Ma              | Me              | Gi              | Ve              | Sa              | Do              | Lu              | Ma              | Me              | Gi              | Ve              | Sa              | Do              | Lu              | Ma              | Me              | Gi              | Ve              | Sa              | Do              | Lu              |                 |
| Giugno          | Ma              | Me              | Gi              | Ve              | Sa              | Do              | Lu              | Ma              | Me              | Gi              | Ve              | Sa              | Do              | Lu              | Ma              | Me              | Gi              | Ve              | Sa              | Do              | Lu              | Ma              | Me              | Gi              | Ve              | Sa              | Do              | Lu              | Ma              | Me              |                 |                 |
| Luglio          | Gi              | Ve              | Sa              | Do              | Lu              | Ma              | Me              | Gi              | Ve              | Sa              | Do              | Lu              | Ma              | Me              | Gi              | Ve              | Sa              | Do              | Lu              | Ma              | Me              | Gi              | Ve              | Sa              | Do              | Lu              | Ma              | Me              | Gi              | Ve              | Sa              |                 |
| Agosto          | Do              | Lu              | Ma              | Me              | Gi              | Ve              | Sa              | Do              | Lu              | Ma              | Me              | Gi              | Ve              | Sa              | Do              | Lu              | Ma              | Me              | Gi              | Ve              | Sa              | Do              | Lu              | Ma              | Me              | Gi              | Ve              | Sa              | Do              | Lu              | Ma              |                 |
| Settembre       | Me              | Gi              | Ve              | Sa              | Do              | Lu              | Ma              | Me              | Gi              | Ve              | Sa              | Do              | Lu              | Ma              | Me              | Gi              | Ve              | Sa              | Do              | Lu              | Ma              | Me              | Gi              | Ve              | Sa              | Do              | Lu              | Ma              | Me              | Gi              |                 |                 |
| Ottobre         | Ve              | Sa              | Do              | Lu              | Ma              | Me              | Gi              | Ve              | Sa              | Do              | Lu              | Ma              | Me              | Gi              | Ve              | Sa              | Do              | Lu              | Ma              | Me              | Gi              | Ve              | Sa              | Do              | Lu              | Ma              | Me              | Gi              | Ve              | Sa              | Do              |                 |
| Novembre        | Lu              | Ma              | Me              | Gi              | Ve              | Sa              | Do              | Lu              | Ma              | Me              | Gi              | Ve              | Sa              | Do              | Lu              | Ma              | Me              | Gi              | Ve              | Sa              | Do              | Lu              | Ma              | Me              | Gi              | Ve              | Sa              | Do              | Lu              | Ma              |                 |                 |
| Dicembre        | Me              | Gi              | Ve              | Sa              | Do              | Lu              | Ma              | Me              | Gi              | Ve              | Sa              | Do              | Lu              | Ma              | Me              | Gi              | Ve              | Sa              | Do              | Lu              | Ma              | Me              | Gi              | Ve              | Sa              | Do              | Lu              | Ma              | Me              | Gi              | Ve              |                 |

## Premi Nobel
In quest'anno sono stati conferiti i seguenti Premi Nobel:
- per la Pace: Médecins Sans Frontières
- per la Letteratura: Günter Grass
- per la Medicina: Günter Blobel
- per la Fisica: Gerardus 't Hooft, Martinus J. G. Veltman
- per la Chimica: Ahmed H. Zewail
- per l'Economia: Robert A. Mundell